# Stanisław Rospond (duchowny)
Stanisław Rospond (ur. 31 sierpnia 1877 w Liszkach, zm. 4 lutego 1958 w Krakowie) – polski duchowny rzymskokatolicki, doktor teologii, rektor wyższego seminarium duchownego w Krakowie w latach 1920–1927, biskup pomocniczy krakowski w latach 1927–1958.

## Życiorys
Urodził się 31 sierpnia 1877 w Liszkach. Uczęszczał do Gimnazjum św. Anny w Krakowie, gdzie w 1897 złożył świadectwo dojrzałości. W tym samym roku wstąpił do krakowskiego seminarium duchownego na Stradomiu prowadzonego przez księży misjonarzy. Rok później został wysłany na studia na wydziale teologicznym uniwersytetu w Innsbrucku, gdzie w 1904 uzyskał doktorat. Święcenia prezbiteratu otrzymał 11 września 1901 w Krakowie.
W 1904 został wikariuszem w Wadowicach i katechetą w miejscowym gimnazjum. W 1905 został przeniesiony do Krakowa, gdzie do 1909 pracował jako prefekt w wyższym seminarium duchownym i nauczyciel religii w Gimnazjum św. Anny, po czym objął funkcję prefekta w małym seminarium. W latach 1920–1927 piastował urząd rektora wyższego seminarium duchownego w Krakowie. Został obdarzony przywilejem noszenia rokiety i mantoletu, a w 1924 godnością prałata papieskiego.
25 marca 1927 został mianowany biskupem pomocniczym archidiecezji krakowskiej ze stolicą tytularną Dardanus. Sakrę biskupią otrzymał 12 czerwca 1927 w katedrze na Wawelu. Konsekrował go arcybiskup metropolita krakowski Adam Stefan Sapieha, któremu asystowali Leon Wałęga, biskup diecezjalny tarnowski, i Michał Godlewski, biskup pomocniczy łucko-żytomierski. Sprawował urząd wikariusza generalnego, od 1937 był dyrektorem archidiecezjalnej Krucjaty Eucharystycznej. W 1927 wszedł w skład kapituły katedralnej, gdzie piastował funkcje kustosza (1927–1936), scholastyka (1936–1944) i dziekana (1944–1958). W 1951 został asystentem Tronu Papieskiego.
W czasie II wojny światowej pozostał w Krakowie. Był członkiem Obywatelskiego Komitetu Pomocy, któremu przewodniczył arcybiskup Adam Stefan Sapieha. Reprezentował arcybiskupa na zjazdach lokalnych delegatów Rady Głównej Opiekuńczej. W okresie poprzedzającym proces pracowników kurii krakowskiej od listopada 1952 do stycznia 1953 przebywał w areszcie domowym. Uniknął pokazowego procesu, rezygnując z publicznego wykonywania czynności biskupich i udając się na internowanie poza archidiecezję. Od marca do października 1953 przebywał w domu Zgromadzenia Sióstr Matki Bożej Miłosierdzia w Częstochowie. Po powrocie do Krakowa władze państwowe umożliwiły mu podjęcie na nowo obowiązków wikariusza generalnego i czynności biskupich dopiero w październiku 1956.
W Episkopacie Polski był członkiem Komisji Szkolnej. Brał udział w opracowaniu uchwał synodu plenarnego w Częstochowie, uczestnicząc w pracach komisji dla sakramentów świętych oraz sądownictwa kościelnego i procesów kanonizacyjnych.
Asystował podczas sakry: biskupa pomocniczego przemyskiego Franciszka Bardy (1931), biskupa diecezjalnego tarnowskiego Jana Stepy (1946) i biskupa pomocniczego tarnowskiego Karola Pękali (1947). W 1933 przewodniczył ceremonii złożenia ślubów wieczystych przez Helenę Kowalską.
Jego siostrzeńcem był językoznawca Stanisław Rospond, którym opiekował się, gdy ten został osierocony przez ojca.
Zmarł 4 lutego 1958 w Krakowie. Został pochowany w rodzinnym grobowcu na cmentarzu parafialnym w Liszkach. Na ścianie kościoła parafialnego w Liszkach umieszczono upamiętniające go epitafium.
Od jego nazwiska nosi nazwę osiedle Rospontowa w Chrzanowie, które poświęcił.